# Empis talyshensis
Empis talyshensis är en tvåvingeart som beskrevs av Igor Shamshev 2006. Empis talyshensis ingår i släktet Empis och familjen dansflugor.
Artens utbredningsområde är Azerbajdzjan. Inga underarter finns listade i Catalogue of Life.